# Konstantin Dmitrijewitsch Nossilow

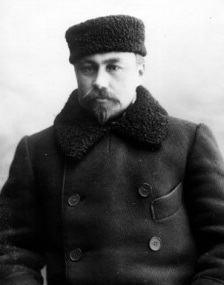
Konstantin Dmitrijewitsch Nossilow

Konstantin Dmitrijewitsch Nossilow (russisch Константин Дмитриевич Носилов, wiss. Transliteration Konstantin Dmitrievič Nosilov; geb. 1858 in Masljanskoje, Gouvernement Perm; gest. 1923 in Pilenkowo, Kuban-Schwarzmeer-Region) war ein russischer Polarforscher, Reisender, Ethnograph, Schriftsteller und Journalist. Er war der Gründer einer Gesellschaft für richtige Jagd (Obschtschestwo prawilnoi ochoty).
Einen besonderen Platz in Nossilows Leben nahm die Überwinterung auf Nowaja Semlja ein. Die ersten beiden waren 1887–1888 auf der Station Malyje Karmakuly, die im September 1882 im Rahmen des internationalen Polarjahres errichtet wurde und damals die einzige russische Siedlung auf den Inseln von Nowaja Semlja war.

## Leben

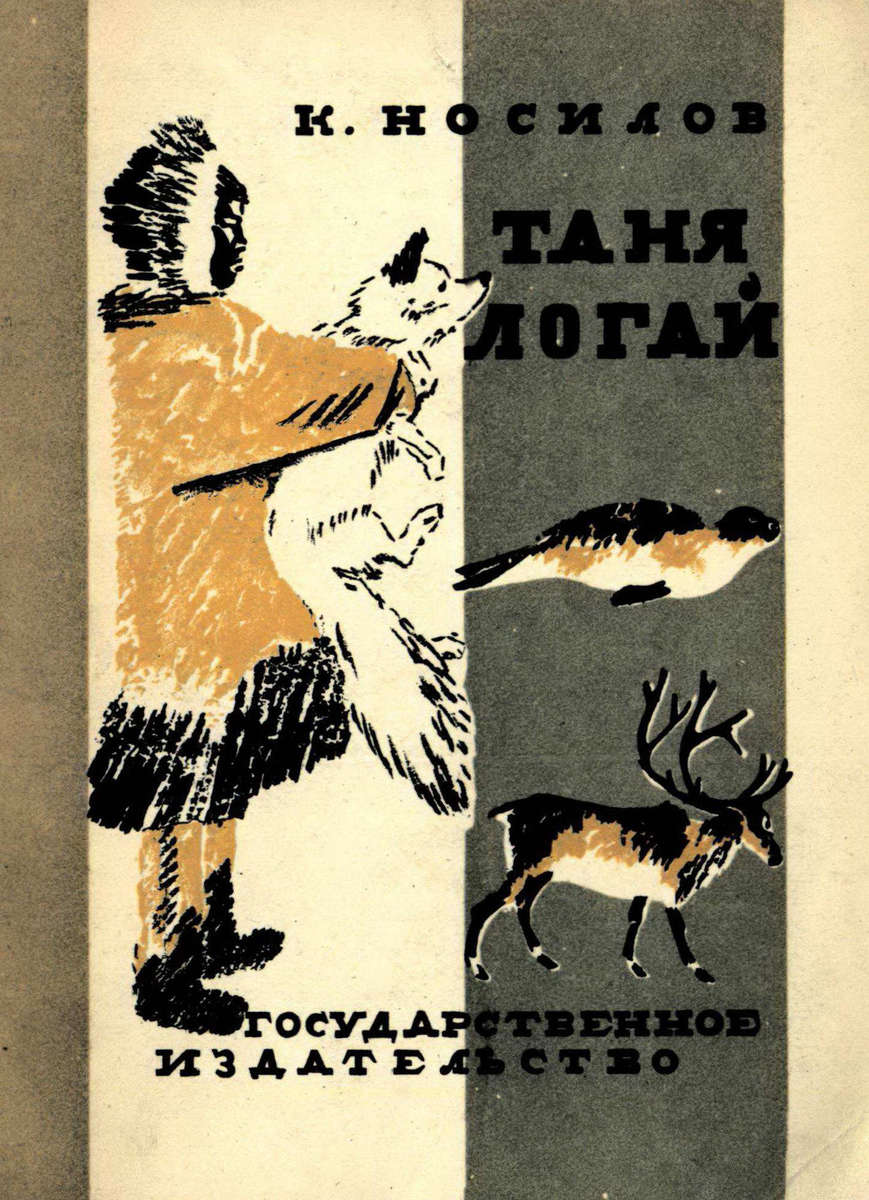
K. Nossilow: Tanja Logai (1928) - Illustrationen von K. W. Kusnezow

Nossilow wurde 1858 im Dorf Masljanskoje, Rajon Schadrinski, geboren. Der Schriftsteller zeigte bereits in seiner Jugend eine Leidenschaft für das Reisen, Ende der 1870er Jahre widmete er sich ganz seiner Berufung. Auf Nowaja Semlja gründete er zwei Nenzenkolonien und errichtete eine Hausstation, von der aus er regelmäßig Beobachtungen das Leben in der Natur durchführte. Er erkundete auch gründlich den Unterlauf des Ob und der Jamal-Halbinsel und bereiste wiederholt den nördlichen Ural. Nossilow folgte den langjährigen Traditionen russischer Reisender – Miklucho-Maklai, Prschewalski, Koslow und anderen – und gewann das Vertrauen der Ureinwohner. Er war ein gern gesehener Gast in den Jurten der Kirgisen und Nenzen, Mansen und Chanten. Es wurden viele Geschichten für Erwachsene und Kinder über die Menschen vor Ort, ihr Leben und ihre Geschichten geschrieben. Sein lebendiger Erzählstil machte ihn in kurzer Zeit zu einem beliebten Schriftsteller. Allein im Zeitraum von 1900 bis 1915 wurden mehr als zwanzig Sammlungen von Nossilows Werken veröffentlicht, wobei die Erzählung Tanja Logai  / Таня Логай und die Sammlung Im Schnee / В снегах höhere Auflagen erlebten. Sein Buch Sewernyje rasskasy / Северные рассказы (Geschichten aus dem Norden) enthält Geschichten aus Kindheitserinnerungen, Geschichten über Nowaja Semlja, die Region Petschora und Kirgisistan.

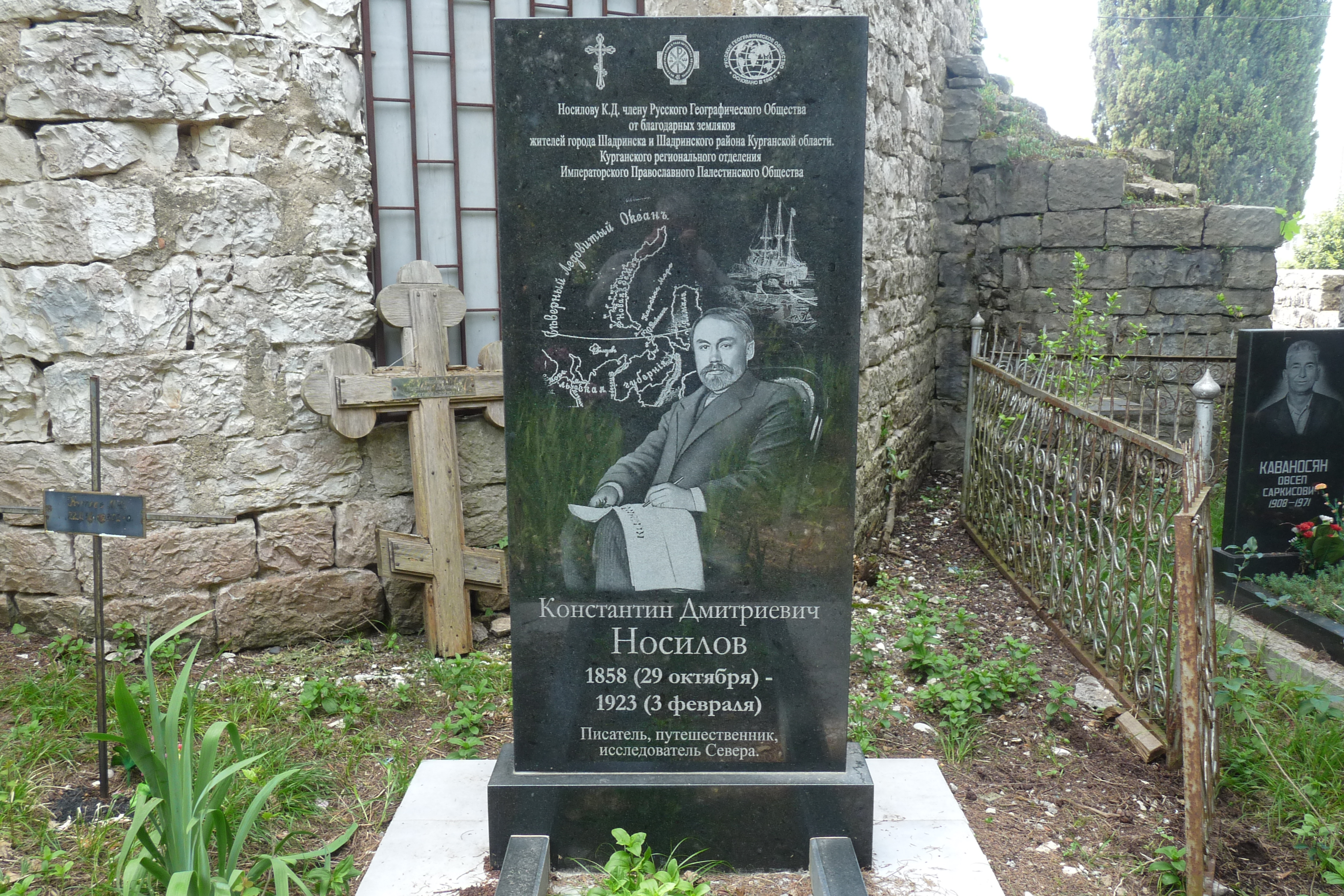
Grab von Konstantin Dmitrijewitsch Nossilow